# Accordéon Mélancolique
Accordéon Mélancolique is een Nederlands accordeonduo bestaande uit Cherie de Boer (Jakarta, 10 juni 1950) en Jean-Pierre Guiran (Vlissingen, 27 januari 1957).
Het duo werd gevormd in 1984. In 1997 werd het duo gevraagd te komen spelen tijdens de viering van het vijftigjarig bestaan van het Marshallplan in Rotterdam voor onder anderen Bill en Hillary Clinton, kroonprins Willem-Alexander en oud-premier Wim Kok. Hun eerste cd L'Imparfait du Cœur verscheen in 1998 en werd door het Zweedse accordeontijdschrift Dragspelsnytt uitgeroepen tot de beste accordeon-cd van 1999. Naar aanleiding daarvan speelden ze in zomer 2000 en 2003 op festivals in IJsland en Denemarken. Er zijn in totaal zeven cd's uitgebracht en van vijf ervan is de muziek ook in de vorm van bladmuziek uitgegeven.

## Stijl
Het duo speelt steeds meer eigen werk. Ze halen hun inspiratie uit Franse musettes en chansons, Italiaanse volksmuziek, Antilliaanse walsjes, Indische krontjongmelodieën, Argentijnse tango's, Joodse folklore en Griekse folklore, swing standards, zigeuner romantica, merengues en tex-mex. Centraal staat de voorname rol die stilte speelt in muziek.

Door het bewust gebruik van stilte naast geluid als bouwsteen van hun muziek, verkrijgen zelfs de meest eenvoudige stukken een intense spanning en geeft het ritmische melodieën een extra sprankeling.

## Oeuvre

### Cd's
| Datum | Album               |
| ----- | ------------------- |
| 2015  | Aquarelles          |
| 2012  | Gratitude           |
| 2008  | Les Invités         |
| 2006  | Le Nid Aimé         |
| 2003  | Petits Fours Frais  |
| 2002  | Parade des Poules   |
| 1998  | L'Imparfait du Cœur |

### Bladmuziek
| Datum | Album               |
| ----- | ------------------- |
| 2013  | Gratitude           |
| 2008  | Les Invités         |
| 2006  | Le Nid Aimé         |
| 2002  | Parade des Poules   |
| 1998  | L'Imparfait du Cœur |

## Composities J.P. Guiran
De composities van Jean-Pierre Guiran worden gekenmerkt door de centrale rol die de melodie speelt. De zeggingskracht wordt versterkt door de timing in uiteenlopende ritmes en door de harmonie die de rol van een tweede stem op zich neemt.

### 2015
- Mermaid
- Quicksand
- Swan & Swan
- Aquarelle d’Amour
- Warm Bath
- Damselfly
- Meeting at the Lake
- Watering Place
- Ducklings
- the Heron and the Frog
- Water Cave
- Swell
- Swimming in the Winter
- Lullaby to the Sea
- Ebb and Flow

### 2012
- Eléphants Blancs
- Swiss Affair
- Gratitude I
- Gratitude II
- Gratitude III
- Bailamos la Vida
- Sans Queue ni Tête
- The Singing Moon
- Seaside
- Cinquante
- Santiago
- Rose de Salon

### 2008
- L'Arrivée des Invités
- Bougainville
- Clandestin
- The Dancing Tortoise
- Ma Chérie
- Padiki Dikitika
- Por el Camino Real (coauteur)
- Requiem pour une Rose
- Tonton Charles
- Tanah Tumpah Darah

### 2006
- Appelboom
- L'Esprit du Sud
- L'Heure Bleue
- Juif Errant
- Kripi Kripi
- Le Lac Minor
- Le Nid Aimé
- Maria Clara
- Merel
- Mon Chéri
- Solitude Heureuse
- Te Lang Alleen
- Within Five Minutes!

### 2003
- Cirque Mazurque

### 2002
- Café Vert
- Helena
- Mango
- Parade des Poules
- Tres Corazones (coauteur)
- Une Valse Anglaise S.V.P.

### 1998
- L'Imparfait du Cœur
- Passé composé

### 1997
- Polytour

## Gebruik van muziek

### Documentaires
- Broken Dreams. Suzanne van Leendert, van Osch Films, Nederland 2015.
- Portret van een Tuin. Rosie Stapel, Nederland, 2014.
- Boi, Song of a Wanderer. Anne Marie Borsboom Filmproducties, Nederland, 2014.
- Appie Baantjer als Diender. Profiel. KRO, Nederland, 2008.
- Boren in de Zeebodem. Schooltv, Nederland, 2005.
- De Koperen Ploeg. Kristie Stevens, Nederland, 2005.
- Oud en der Dagen Zat. IKON, Nederland, 2003.
- Picasso and Braque Go to the Movies. Martin Scorsese. Verenigde Staten, 2008.
- Dag je dat wij niks leerde?. Ed van Herpt and Gwen Timmer. Stichting Filmgroep Parabel, Nederland, 1981.

### Films
- Something Fishy. Puppet animation. Foolhardy Films, scenario Trevor Hardy. Verenigde Koninkrijk, 2012.
- De Laatste Dag. Regie Saskia Diesing, scenario Helena van der Meulen. Lemming Film, Nederland, 2008.
- If God Wants. Diennet Productions, Verenigde Staten, 2009.

### Theater
- Because There Isn't Any. Johannes Wieland. Uitgevoerd door de Juilliard School of Arts, New York, Verenigde Staten, 2008.[5]
- Petites Histoires.com. Kader Atou. Compagnie Accrorap, Frankrijk, 2008. Uitgevoerd in o.a. Frankrijk, Nederland, Verenigde Staten en China.
- Resemblance. Dansers: Melanie Aceto en Claire Jacob-Zysman. Melanie Aceto Contemporary Dance, New York, Verenigde Staten, 2006.
- EWES. Amaury Lebrun. Uitgevoerd door Compañía Nacional de Danza II, Madrid, Spanje, 2010.[6]

### Tv-drama's
- Man bijt Hond. NCRV, Nederland, Dolle Dries Sterke Zeemansverhalen 2013 / 2014 en Dave & Annu 2009.
- De Troon. Avro, Nederland, 2010.